# Хворостухин, Лев Алексеевич
Лев Алексе́евич Хворосту́хин (30 мая 1926, Иркутск — 19 сентября 2010, Москва) — учёный в области технологий производства авиационных двигателей, в частности, алмазного выглаживания, заслуженный деятель науки и техники РСФСР, заслуженный профессор «МАТИ» — РГТУ имени К. Э. Циолковского, почётный авиастроитель.

## Биография
Сын Алексея Ивановича Хворостухина (1900—1985).
Родился 30 мая 1926 года, в декабре 1949 года окончил Иркутский политехнический институт, в 1954 году защитил кандидатскую диссертацию, а в 1974 году — докторскую диссертацию на тему «Исследование процесса алмазного выглаживания и его возможностей как технологического средства повышения эксплуатационных свойств деталей и узлов изделий».
Свою трудовую педагогическую деятельность начал в Иркутском политехническом институте на кафедре «Технология машиностроения» ассистентом, доцентом, заведующим кафедрой и затем деканом механического факультета. С января 1963 года доцент кафедры «Технология производства двигателей летательных аппаратов» в «МАТИ» — РГТУ им. К. Э. Циолковского.
С 1974 по 1990 гг. Л. А. Хворостухин возглавлял кафедру «Технология механической обработки и металлорежущие станки», а с 1990 по 1999 гг. кафедру «Технология производства двигателей летательных аппаратов». Более 20 лет он являлся деканом факультета «Аэрокосмические конструкции и технологии».
Им опубликовано более 300 научных трудов, среди них монографии «Алмазное выглаживание металлопокрытий», «Повышение несущей способности деталей машин поверхностным упрочнением», «Упрочнение поверхностей деталей комбинированными способами», сотни статей и учебных пособий. В этих работах заложены основы и получили развитие несколько крупных научных направлений и решён ряд важных научно-технических проблем в технологии авиадвигателестроения. Разработаны основы технологии поверхностного упрочнения деталей алмазным выглаживанием. Им оценены технологические возможности и даны обоснования по применению методов упрочнения деталей авиадвигателей (электроискровое легирование, ионноплазменное напыление, химико-термическая обработка деталей из титановых сплавов, различные кинематические разновидности выглаживания и вибровыглаживания, виброударная обработка алмазным индентором). Под научным руководством Хворостухина более 30 инженеров и аспирантов защитили кандидатские диссертации.
Хворостухин Л. А. обладатель ряда патентов на изобретения, среди которых:
- Устройство для измерения радиального давления поршневых колец (1982)[5]
- Способ устранения фретинг-износа поверхностей трения (1982)[6]
- Способ термомеханической обработки поршневых колец из легированного чугуна (1987)[7]
- Способ обработки деталей поверхностным пластическим деформированием (1987)[8]
- Оправка для алмазного выглаживания деталей (1988)[9]
- Коллектор электрической машины постоянного тока (1989)[10]
- Устройство для алмазного выглаживания деталей (1990)[11]
- Способ обработки деталей с цилиндрическим отверстием поверхностным пластическим деформированием (1992)[12]
- Способ выглаживания деталей (1992)[13]
- Способ определения кристаллографической ориентации изделий из монокристаллов (1993)[14]
- и другие

Похоронен в Москве на Кунцевском кладбище.

### Научные труды
- Хворостухин Л. А. Отделка и упрочнение поверхностей деталей машин выглаживанием сверхтвердыми материалами. — М.: ГОСИНТИ, 1971. — 53 с.
- Москалёв М. А., Хворостухин Л. А. Технология упрочняющей обработки поверхностей деталей машин легкой промышленности. — М.: Лёгкая промышленность, 1972. — 64 с.
- Хворостухин Л. А. Технология поверхностного упрочнения деталей летательных аппаратов: Учебное пособие. — М.: МАТИ, 1975. — 104 с.
- Хворостухин Л. А. Отделочно-упрочняющая обработка в самолётостроении. — Иркутск: ИПИ, 1979. — 106 с.
- Хворостухин Л. А. Обработка металлопокрытий выглаживанием. — М.: Машиностроение, 1980. — 64 с.
- Хворостухин Л. А., Шишкин С. В., Ковалёв А. П. Повышение несущей способности деталей машин поверхностным упрочнением. — М.: Машиностроение, 1988. — 144 с.
- Скибин В. А., Павлов Ю. И., Хворостухин А. Г., Бойцов А. Г. Двигатели летательных аппаратов. Особенности изготовления и испытаний: Учебное пособие / Под ред. Скибина В. А.. — М.: «МАТИ»-РГТУ, 2001. — 257 с.
- Елисеев Ю. С., Бойцов А. Г., Крымов В. В., Хворостухин Л. А. Технология производства авиационных газотурбинных двигателей. — М.: Машиностроение, 2003. — 511 с. — 1000 экз. — ISBN 5-217-03143-3.